# 18 velikih hitova
18 velikih hitova prvi je kompilacijski album hrvatske pop pjevačice Severine, objavljen 16. srpnja 2002. godine u Hrvatskoj u izdanju diskografske kuće Croatia Records. Na albumu se nalaze svi hitovi od albuma "Dalmatinka" iz 1993. godine do albuma "Ja samo pjevam" iz 2001. godine, uključujući dva nova singla, "'Ko je kriv", duet s Borisom Novkovićem i "Kreni", duet s Leom.

## Popis pjesama
| Br. | Skladba                     | Trajanje |
| --- | --------------------------- | -------- |
| 1.  | »Dalmatinka«                | 4:31     |
| 2.  | »Paloma Nera«               | 3:41     |
| 3.  | »Ja samo pjevam«            | 3:38     |
| 4.  | »Ti si srce moje«           | 4:10     |
| 5.  | »Djevojka sa sela«          | 4:42     |
| 6.  | »Rastajem se od života«     | 3:15     |
| 7.  | »Da si moj«                 | 3:40     |
| 8.  | »Kad si sam«                | 4:09     |
| 9.  | »Tvoja prva djevojka«       | 4:51     |
| 10. | »Trava zelena«              | 4:15     |
| 11. | »Od rođendana do rođendana« | 4:24     |
| 12. | »Ante«                      | 3:06     |
| 13. | »Adio, ljube«               | 3:18     |
| 14. | »Prijateljice«              | 3:33     |
| 15. | »Sija sunce, trava miriše«  | 3:10     |
| 16. | »Kreni«                     | 3:34     |
| 17. | »Moja stvar«                | 3:54     |
| 18. | »'Ko je kriv«               | 4:46     |